# Йоко Огава
Йоко Огава (小川 郎子, Ogawa Yōko, родена на 30 март 1962 г.) е японска писателка, носител на всяка от големите японски литературни награди, включително наградата Акутагава и наградата „Шърли Джаксън“. Печели и Международната награда „Букър“ през 2020 г. Някои от нейните най-известни произведения включват "Любимата формула на професора", "Басейнът за гмуркане" и "Хотел Ирис".

## Личен живот и образование
Огава е родена в Окаяма, префектура Окаяма, и завършва университета Васеда, Токио. Когато се омъжва за съпруга си, инженер в стоманодобивната компания, тя напуска работата си като секретарка в медицинския университет и пише, докато съпругът й е на работа. Първоначално пише само като хоби и съпругът й не осъзнава, че е писателка, докато дебютният й роман, "The Breaking of the Butterfly", не получава литературна награда.
В момента живее в Ашия, Япония.

## Творчество
Нейният английски преводач, Стивън Снайдер, казва, че „Има естественост в това, което тя пише, така че никога не се чувства насилено... Нейният разказ изглежда идва от източник, който е трудно да се идентифицира.“ Често тя изследва темата за паметта в творбите си, например „Любимата формула на професора“ проследява живота на професор по математика, който не може да си спомни нищо повече от осемдесет минути, а „Полицията на паметта“ е за група жители на остров, които постепенно забравят съществуването на някои неща, като например птици или цветя.  Човешката жестокост е друга важна тема в нейната работа, тъй като тя се интересува от това какво кара хората да извършват актове на физическо или емоционално насилие. Често пише за женски тела и ролята на жената в семейството, което е накарало мнозина да я определят като писателка феминистка, Огава се колебае относно този етикет, заявявайки вместо това, че тя „просто е надникнала в света на своите герои и е водила бележки от това, което правят. Дневникът на Ане Франк е важен източник на вдъхновение за нея през цялата й кариера. За първи път се е сблъскала с дневника като тийнейджърка и е била вдъхновена да започне собствен дневник, като пише на Ане, сякаш са приятели как „сърцето и умът на Ан бяха толкова богати“ и че „нейният дневник доказа, че хората могат да растат дори в такава ограничена ситуация и писането може да даде на хората свобода.“  Имайки предвид темите за преследване и затваряне, "Полицията на паметта" по-специално е отговор на дневника на Ан и Холокоста като цяло. Докато е в университета Васеда, е повлияна от колеги японски автори като Миеко Канай, Кендзабуро Ое и Харуки Мураками. Тя също се почувства повлияна от американския автор Пол Остър. 
Български преводи на нейните романи "Любимата формула на професора" и "Хотел Ирис" са направени от Маргарита Укагева през 2017 и 2021 година.